# Креэн, Венсан
Венсан Кевин Креэн (фр. Vincent Kevin Créhin; род. 21 января 1989, Кемпер) — французский футболист, нападающий французского клуба «СО Шоле».

## Клубная карьера
Начинал заниматься футболом с 5 лет в Ильоне и Сен-Бриё. В 12-летнем возрасте поступил в академию «Генгама», где обучался до 18 лет, выступая за молодёжные команды. В итоге контракт с ним подписывать не стали. Первым клубом в его карьере стал «Канн», с которым он подписал годичный контракт. За время пребывания в команде принял участие всего в 7 играх, в которых забил один мяч. В середине 2009 года он присоединился к «Плабеннеку». В 43 матчах во всех турнирах он забил 13 мячей, два из которых в матче Кубка Франции с командой из Лиги 1 «Нанси». Его дубль помог «Плабеннеку» пройти в 1/8 финала.
Игра Креэна привлекла внимание «Лаваля», выступавшего во второй лиге. В итоге после просмотра с ним был подписал контракт на два года. 6 августа 2010 года Креэн сыграл первый матч на профессиональном уровне. Он вышел в стартовом составе на матч первого тура с «Реймсом» и был заменён в середине второго тайма. В общей сложности по итогам сезона он принял участие в 19 матчах команды, но забитыми мячами не отметился. В связи с редким попаданием в состав и малым количеством игрового времени по соглашению сторон после первого сезона нападающий расторг контракт с клубом.
Затем выступал за ряд клубов в любительских и полулюбительских лигах Франции: «Бове», «Каркефу», «Авранш» и «Амьен». В конце декабря 2015 года подписал контракт с «Ле-Маном». Соглашение было рассчитано на два с половиной года. Вместе с клубом за 4 сезона прошёл путь от пятой до второй лиги. 9 августа 2019 года забил свой первый гол на профессиональном уровне, поразив ворота «Валансьена». За время, проведённое в команде, он принял участие в 139 матчах во всех турнирах, в которых забил 73 мяча, став лучшим бомбардиром команды за всю историю. В июне 2020 года Креэн объявил о своём решении покинуть клуб.
12 июня 2020 года перешёл в кипрский клуб «Неа Саламина», подписав контракт на год с возможностью продления еще на один. 24 августа дебютировал в чемпионате Кипра. В игре первого тура с АЕК из Ларнаки Креэн вышел в стартовом составе и на 67-й минуте уступил место Баиссаме Санко.

## Статистика выступлений

### Клубная статистика
| Выступление      | Выступление      | Выступление      | Лига | Лига | Кубки | Кубки | Конт.кубки | Конт.кубки | Итого | Итого |
| Клуб             | Лига             | Сезон            | Игры | Голы | Игры  | Голы  | Игры       | Голы       | Игры  | Голы  |
| ---------------- | ---------------- | ---------------- | ---- | ---- | ----- | ----- | ---------- | ---------- | ----- | ----- |
| Неа Саламина     | Дивизион А       | 2020/21          | 9    | 0    | 0     | 0     | 0          | 0          | 9     | 0     |
| Неа Саламина     | Итого            | Итого            | 9    | 0    | 0     | 0     | 0          | 0          | 9     | 0     |
| Всего за карьеру | Всего за карьеру | Всего за карьеру | 9    | 0    | 0     | 0     | 0          | 0          | 9     | 0     |